# بيرجر سيدرين
بيرجر سيدرين (1895 – 22 مارس 1942) هو مبارز بالسيف سويدي راحل، مثّل بلاده في الألعاب الأولمبية الصيفية 1936.

## روابط خارجية
بيرجر سيدرين على موقع أوليمبيديا (الإنجليزية)
- بيرجر سيدرين على موقع اللجنة الأولمبية السويدية (السويدية)